# Увальский
Увальский — посёлок в Кизильском районе Челябинской области России. Входит в состав Сыртинского сельского поселения.

## География
Расположен в северо-западной части района, на берегу реки Урал. Расстояние до районного центра села Кизильского 10 км.

## История
Поселок основан в 1842—1843 годах, заселялся казаками Оренбургского казачьего войска. В 1929 году организован колхоз имени Сталина..

## Население
| 2002 | 2010 |
| ---- | ---- |
| 555  | ↗565 |

(в 1873 — 363, в 1889 — 465, в 1900 — 549, в 1926 — 482, в 1959 — 480, в 1983 — 381, в 1995 — 475)

## Улицы
- Молодёжная,
- Новая,
- Уральная,
- Центральная.